# Cyrtarachne raniceps
Cyrtarachne raniceps är en spindelart som beskrevs av Pocock 1900. Cyrtarachne raniceps ingår i släktet Cyrtarachne och familjen hjulspindlar. Inga underarter finns listade i Catalogue of Life.